# Mîzove, Stara Vîjivka
Mîzove (în ucraineană Мизове) este o comună în raionul Stara Vîjivka, regiunea Volînia, Ucraina, formată numai din satul de reședință.

## Demografie
Componența lingvistică a satului Mîzove
     Ucraineană (99,73%)
     Alte limbi (0,27%)
Conform recensământului din 2001, majoritatea populației satului Mîzove era vorbitoare de ucraineană (99,73%), existând în minoritate și vorbitori de alte limbi.